# Pargas
Cet article concerne la ville actuelle. Pour l'ancienne municipalité, voir Pargas (ancienne municipalité).

Pargas (finnois : Parainen), (suédois : Väståboland, finnois : Länsi-Turunmaa pendant la période 2009–2011), est une municipalité dans l'archipel finlandais dans la région de Finlande propre.

## Histoire
La municipalité a été créée le 1er janvier 2009 quand les villes de Pargas, Nagu, Korpo, Houtskär et Iniö ont décidé de s'unir sur le plan administratif.
Elle s'est tout d'abord appelée Väståboland, mais le nom de la ville nouvelle a été le fruit de beaucoup de discussions au sein de la population.
Aussi, le conseil municipal a décidé le 14 juin 2011 en faveur de la majorité et a valider de renommer Väståboland en Pargas au 1er janvier 2012. Après un recours en justice, le conseil a procédé a un vote le 6 septembre 2011 avec 25 voix pour "Pargas", 17 pour "Väståboland" et 1 vote blanc.

## Géographie
Pargas est située dans l'archipel de Turku et fait partie de la région de Finlande propre.
Le centre-ville de Pargas est à 23 kilomètres de Turku.
La zone administrative couvre toute la partie ouest de la sous-région d'Åboland dans la partie sud de l'archipel et s'étend sur une vaste zone comptant plus de 10 000 récifs et falaises.
La plus grande longueur de Pargas dans la direction ouest-est et nord-sud est d'environ 75 kilomètres.
Pargas a une superficie de 1 877,9 kilomètres carrés.
En excluant les zones maritimes, la superficie est de 868,6 kilomètres carrés.
Les plus grandes îles de Pargas sont Storlandet (72 km2), Ålön (70 km2), Kyrklandet (64 km2), Kirjalansaari-Lielahdensaari (49 km2), Lillandet (38 km2), Stortervolandet (37 km2), Lemlahdensaari (34 km2), Huvudlandet (31 km2), Attu (20 km2), Norrskata (15 km2), Kirjais (10,2 km2), Keistiö (9,8 km2), Saverkeit  (8,5 km2), Iniö (7,5 km2) et Högsar (7,2 km2).
| Îles de Pargas                                                 |
| Carte des îles de Pargas (rose)(cliquer pour voir les détails) |

Les zones les plus habitées de la municipalité sont la ville centrale de Pargas sur Ålön, les villages Nagu sur Storlandet, Korpo sur Kyrklandet et Houtskär sur Huvudlandet et Norrby, le village de l'ancienne municipalité d'Iniö.

## Démographie
Les habitants de Pargas sont majoritairement bilingues, 57,6 % d'entre eux ayant le suédois comme langue natale et 41,2 % le finnois. Depuis 1980, l'évolution démographique de Pargas est la suivante:
| Année      | 1980   | 1985   | 1990   | 1995   | 2000   | 2005   |
| ---------- | ------ | ------ | ------ | ------ | ------ | ------ |
| population | 14 563 | 15 236 | 15 712 | 15 583 | 15 295 | 15 298 |

| Année      | 2010   | 2016   | 2020   |
| ---------- | ------ | ------ | ------ |
| population | 15 501 | 15 385 | 15 110 |

## Politique et administration

### Conseil municipal
Les sièges des 35 conseillers municipaux sont répartis comme suit:
| Parti    | Parti                              | Sièges 2021–2025 |
| -------- | ---------------------------------- | ---------------- |
|          | Parti social-démocrate de Finlande | 3                |
|          | Vrais Finlandais                   | 3                |
|          | Parti de la Coalition nationale    | 5                |
|          | Parti du centre                    | 0                |
|          | Ligue verte                        | 3                |
|          | Alliance de gauche                 | 2                |
|          | Chrétiens-démocrates               | 0                |
|          | Suomen ruotsalainen kansanpuolue   | 19               |
| Sources: |                                    |                  |

### Villages de Parainen
- Attu, Ali-Kirjala (Neder-Kirjala), Bjursäng, Björkö, Bläsnäs, Boda, Bodnäs, Bollböle, Bollstad, Brattnäs, Degerby, Domarby, Ersby, Fagerkulla, Fallböle, Finby, Gammelgård, Garsböle, Granvik, Grisböle, Gräggböle, Gunnarsnäs, Haraldsholm, Heisala, Håggais, Jermo, Kappeliranta (Kapellstrand), Kassor, Kirjala, Kojkulla, Kopparö, Kouppo, Kuitia (Qvidja), Kurckas, Kyrkäng, Koorlahti (Kårlax), Källvik, Lampis, Laplahti (Lapplax), Lemlahti (Lemlax), Levo, Lielahti (Lielax), Lillby, Lillmälö, Lofsdal, Loskarnäs, Mattholm, Mielisholma (Mielisholm), Munkbacka, Mustfinn, Mutainen (Muddais), Myrby, Mågby, Mörkby, Mörkvik, Nilsby, Norrby, Nulto, Ontala (Åntala), Parsby, Pettby, Pikku-Tervo (Lilltervo), Pitå, Piukkala (Pjukala), Pyhänsuu, Pölsböle, Rövarnäs, Sandvik, Seivis, Siggnäs, Siltala (Sildala), Simonkylä (Simonby), Skogböle, Skråbbo, Skräbböle, Skyttala, Skyttböle, Skärmola, Sorpo, Storgård, Stormälö, Strandby, Sunnanberg, Sydmo, Sydänperä, Sysilahti (Sysilax), Såris, Söderby, Tara, Tennby, Tennäs, Tervsund, Toijois, Träskby, Vallis, Vannais, Vepo, Vidkulla, Våno, Västermälö, Ybbersnäs.

### Élections législatives de 2019
Les résultats des élections législatives finlandaises de 2019 sont pour Parainen :
|               | Parti social-démocrate de Finlande (SDP) | 935   | 10,2 |  |  |  |
|               | Vrais Finlandais (PS)                    | 876   | 9,5  |  |  |  |
|               | Parti de la coalition nationale (Kok)    | 768   | 8,3  |  |  |  |
|               | Parti du centre (Kesk)                   | 280   | 3,0  |  |  |  |
|               | Ligue verte (Vihr)                       | 535   | 5,8  |  |  |  |
|               | Alliance de gauche (Vas)                 | 819   | 8,9  |  |  |  |
|               | Chrétiens-démocrates (KD)                | 99    | 1,1  |  |  |  |
|               | Parti populaire suédois (RKP)            | 4 702 | 51,1 |  |  |  |
|               | Mouvement maintenant (Nyt)               | 89    | 1,0  |  |  |  |
|               | Réforme bleue (SIN)                      | 23    | 0,2  |  |  |  |
|               |                                          |       |      |  |  |  |
| Votes rejetés | Votes rejetés                            | 40    | 0,4  |  |  |  |
| Total         | Total                                    | 9 247 | 100  |  |  |  |

## Économie
La mine de calcaire de Pargas est la principale industrie dans cette municipalité principalement rurale.

### Principales entreprises
En 2022, les principales entreprises de Parainen par chiffre d'affaires sont :
| Société                           | C.A.   |
| --------------------------------- | ------ |
| Finnsementti Oy                   | 144 M€ |
| Nordkalk Oy Ab siège              | 120 M€ |
| K-Supermarket Reimari             | 18 M€  |
| LM-Instruments Oy                 | 12 M€  |
| Fjäder Group Murskaus ja Louhinta | 12 M€  |
| Paramet Konepaja Oy               | 11 M€  |
| Parlok Oy Ab                      | 10 M€  |
| HL-Metal Oy Ab                    | 10 M€  |
| K-Market Korpo Handel             | 7 M€   |
| Saariston Kaivonporaus Oy         | 6 M€   |

### Employeurs
En 2022, ses plus importants employeurs sont:
| Employeur                         | Employés |
| --------------------------------- | -------- |
| Nordkalk Oy Ab siège              | 301      |
| Finnsementti Oy                   | 231      |
| LM-Instruments Oy                 | 104      |
| Fjäder Group Murskaus ja Louhinta | 66       |
| Parlok Oy Ab                      | 46       |
| Paramet Konepaja Oy               | 42       |
| HL-Metal Oy Ab                    | 42       |
| K-Supermarket Reimari             | 36       |
| Pargas Ljus - Paraisten Valo Oy   | 23       |
| Norcolour Oy Ab                   | 20       |

## Transports
Pargas est traversé par la route périphérique de l'archipel.

## Lieux et monuments
- Réserve naturelle de Lenholm
- Pont de Kirjalansalmi
- Pont d'Hessundinsalmi
- Musée d'histoire locale de Parainen (fi)
- Ancien Malmi[7]
- Fredrikantupa[8]
- Carrière de calcaire de Parainen
- Réserve naturelle de Lenholm[9]
- Mattholmsfladan
- Église de Nauvo
- Église de Pargas
- Port de Nauvo
- Église de Seili
- Église de Korpo
- Centre Korpoström
- Musée d'histoire locale de Korpo
- Phare d'Utö
- Tour d'observation de Mossala
- Musée de l'archipel à Houtskari
- Église d'Houtskari
- Tour d'observation de Borgberg
- Village d'Hyppeinen
- Église d'Iniö
- Sentier de randonnée de Norrby[10]
- Manoir de Qvidja

## Jumelages
| Ville | Ville              | Pays | Pays    | Période     |
| ----- | ------------------ | ---- | ------- | ----------- |
|       | commune de Haninge |      | Suède   | depuis 1981 |
|       | Kärdla City (d)    |      | Estonie | depuis 1990 |
|       | Tchoudovo          |      | Russie  | depuis 1969 |
|       | Ulstein            |      | Norvège | depuis 1976 |

## Galerie

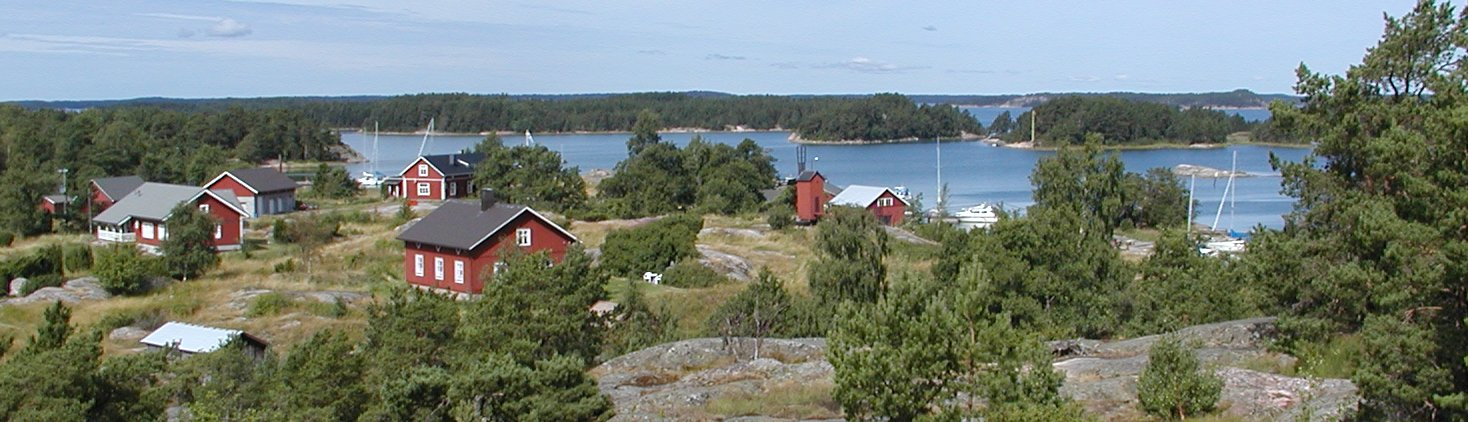
Village de Nagu dans le Parc national de l'archipel.

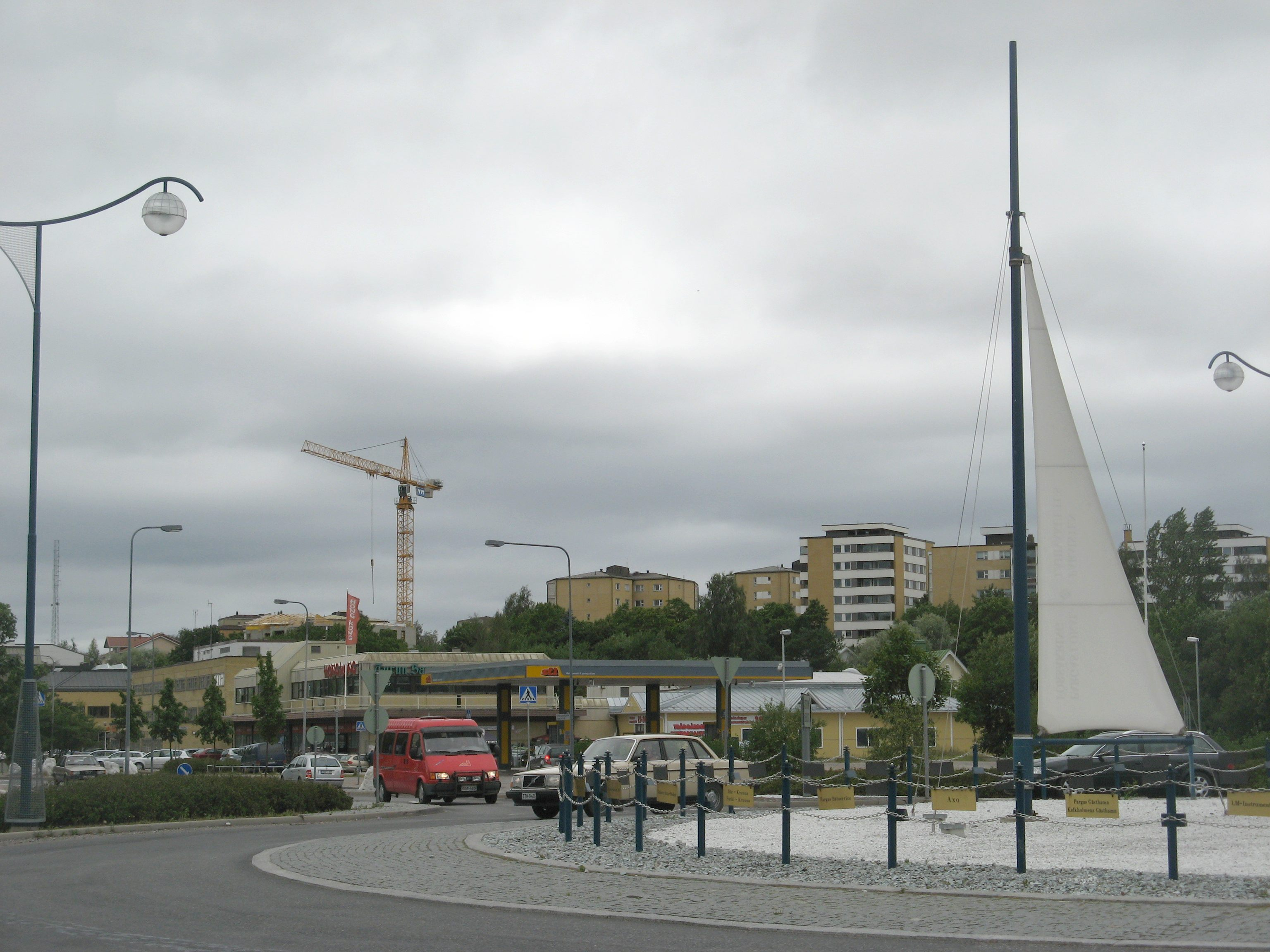
Le centre-ville de Pargas.
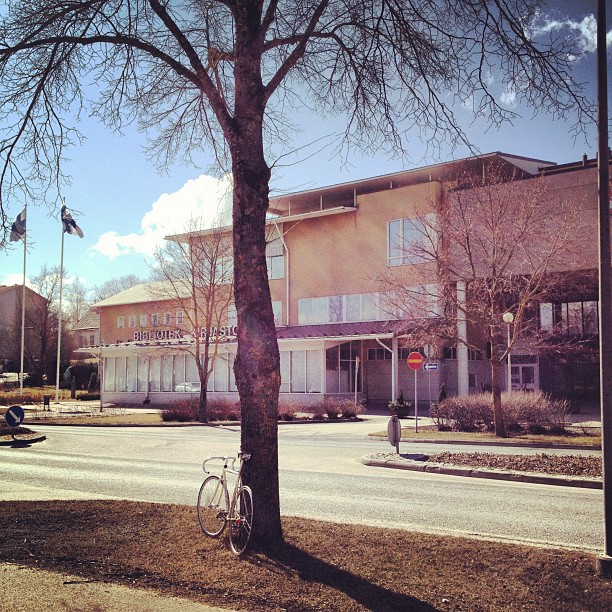
La bibliothèque de Pargas.
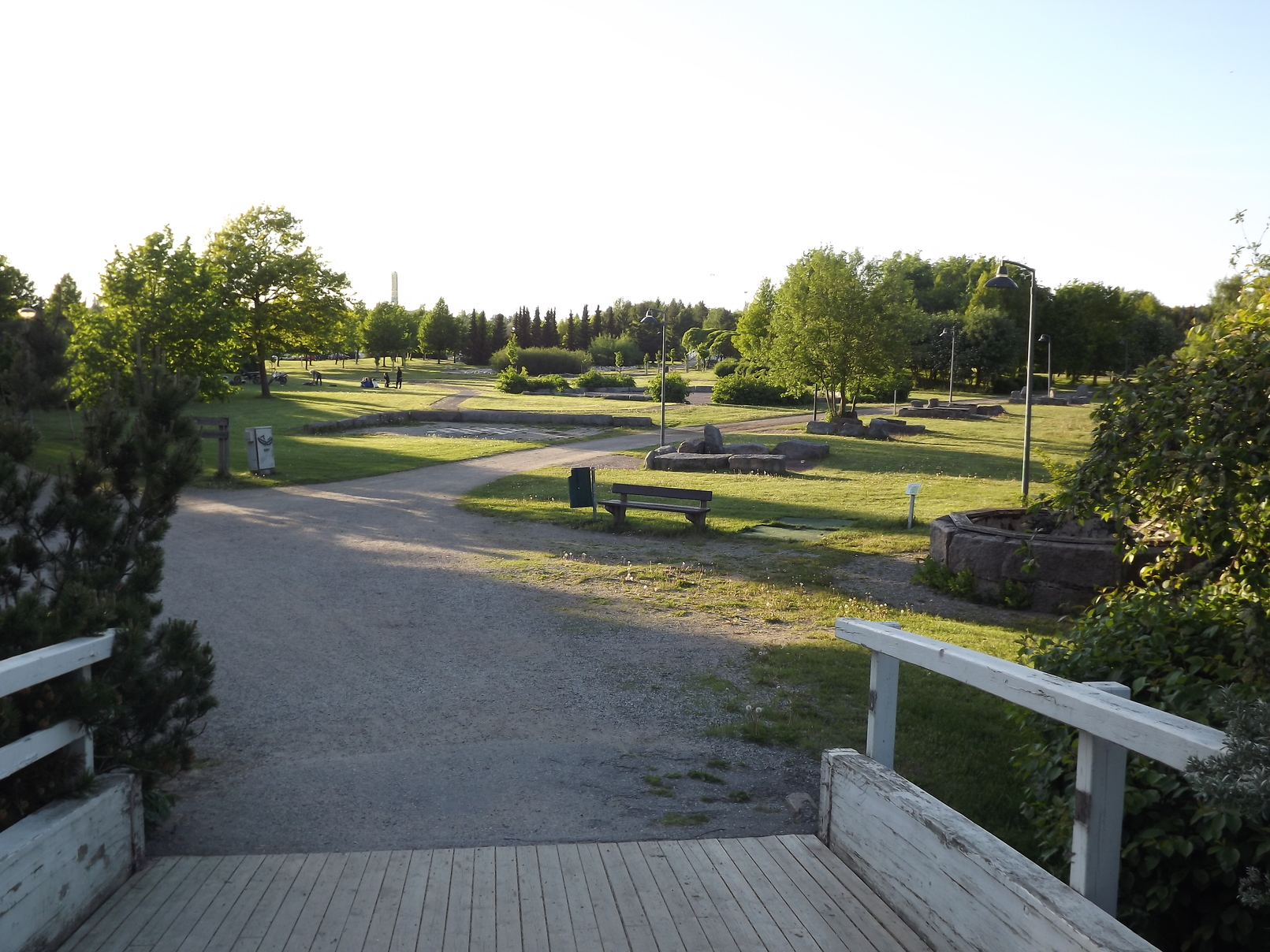
Le parc central de Pargas.
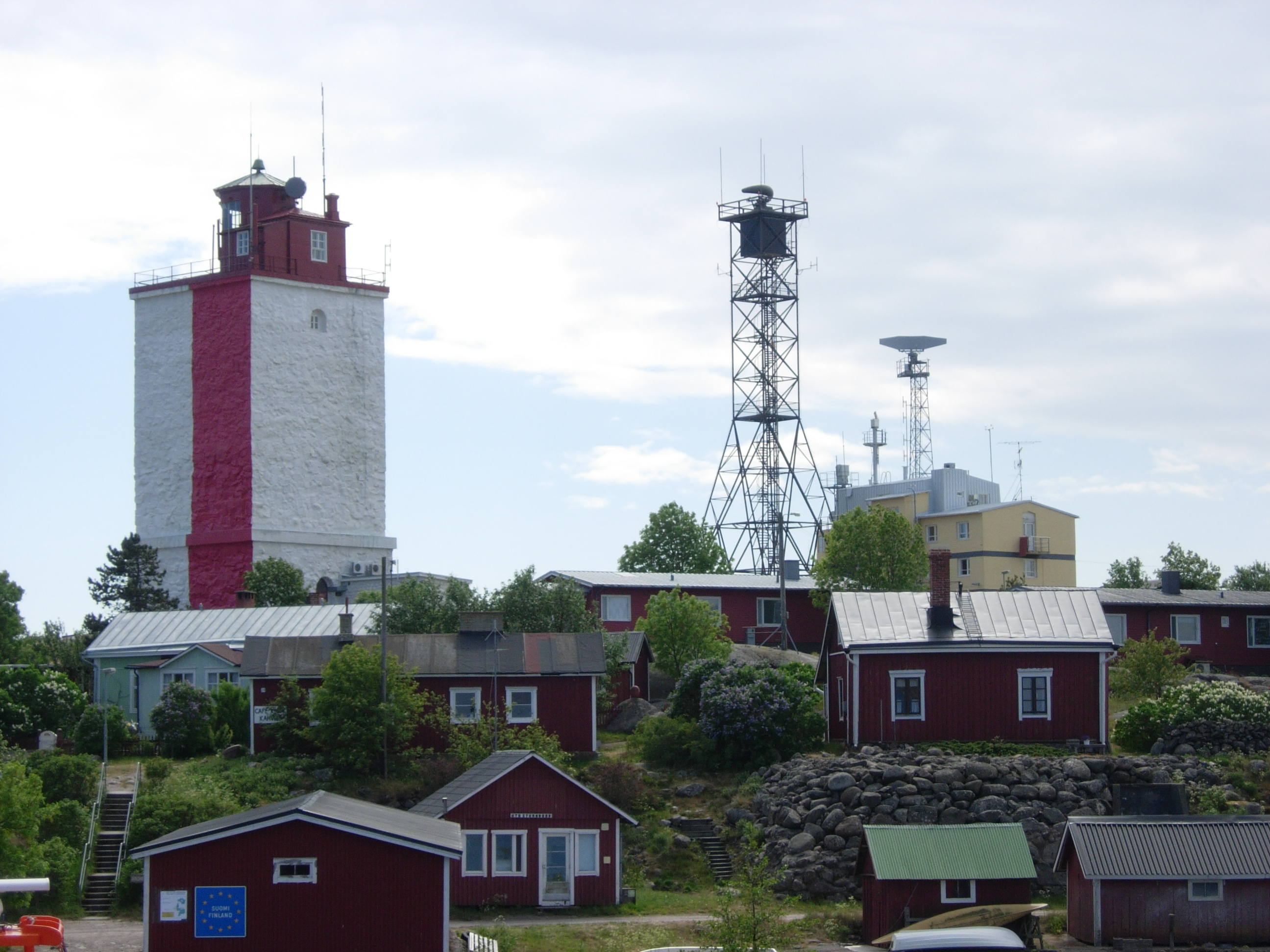
Le Phare d'Utö.